# Petrel-szigetek
A Petrel-szigetek (angolul: Bajo Nuevo Bank vagy Petrel Islands, spanyolul: Bajo Nuevo vagy Islas Petrel) egy kis zátony apró, fű-borította, lakatlan szigetekkel a Karib-tenger nyugati részén, melyek egyikén (Low Cay) egy világítótorony található. A hozzá legközelebbi szárazföld a mintegy 110 km-re nyugatra fekvő Serranilla-sziget.
Először 1634-ben jelent meg holland térképeken; mai nevét 1654-ben kapta. Jelenleg Kolumbia közigazgatása alatt áll San Andrés y Providencia megye részeként, de a fennhatóságot az Amerikai Egyesült Államok, Nicaragua és Jamaica is vitatja. Az Egyesült Államok külső területként tartja számon.

## Fordítás
- Ez a szócikk részben vagy egészben a Bajo Nuevo Bank című angol Wikipédia-szócikk ezen változatának fordításán alapul.  Az eredeti cikk szerkesztőit annak laptörténete sorolja fel. Ez a jelzés csupán a megfogalmazás eredetét és a szerzői jogokat jelzi, nem szolgál a cikkben szereplő információk forrásmegjelöléseként.